# Ove Tobiasson
Lars Ove "Bullen" Tobiasson, född 27 oktober 1962, är en svensk före detta fotbollsmålvakt som under sin karriär spelade för IFK Göteborg. Han spelade en U19-landskamp 1980. Han är far till Andreas Tobiasson, fotbollsspelare i Gais och Marcus Tobiasson, handbollsspelare.

## Karriär
Tobiasson spelade mellan 1980 och 1987 för IFK Göteborg, där han totalt gjorde 40 A-lagsmatcher, varav fem matcher var i Allsvenskan. Tobiasson var bland annat med i truppen som vann Uefacupen 1986/1987.
Efter spelarkarriären har Tobiasson varit målvaktstränare i IFK Göteborg, Gais och Ljungskile SK.

## Meriter
IFK Göteborg
- Allsvenskan: 1983
- Svenska cupen: 1982/1983
- Uefacupen: 1981/1982, 1986/1987